# Johannes Kymaeus
Johannes Kymaeus, auch Kimmeus, Kimme, Kime (* 1498 in Fulda; † 8. November 1552 in Felsberg) war ein reformierter Theologe und Reformator.

## Leben
Anfangs Franziskaner in seiner Vaterstadt, wurde Kymaeus 1527 von Adam Krafft für die Reformation gewonnen. Seit 1529 studierte er in Marburg, um dann Prediger in Soden (1527–1530) und Homberg (1530–1536) zu werden. Als besonnener und ruhiger Mann konnte er bald zu einer einflussreichen Position gelangen. Kymaeus gehörte auch dem Kreis der Theologen an, die den Landgrafen Philipp von Hessen in kirchlichen Fragen berieten und größere Aufträge übernahmen. 
Da er schon in Hessen sich bemühte, die Täufer zu gewinnen, wurde er im November 1535 mit Anton Corvinus nach Münster geschickt, wo sie die gefangenen Täuferführer verhörten. Seit 1538 war Kymaeus Superintendent des Kasseler Bezirks, wo er auch die Visitationen durchführte. In diesen Jahren ist er auch an den Beratungen über die Ziegenhainer Zuchtordnung (1539) und die Kasseler Kirchenordnung beteiligt. Beide sind von ihm mit unterzeichnet. 
Er verfasste auch einige Flugschriften und dichtete einige Lieder für den Gottesdienst. 1548 erkrankte er so schwer, dass er sein Amt aufgeben musste. Um seiner Verdienste willen wurde ihm eine Pension von 60 fl. bewilligt. Bei einem Besuch in Felsberg verstarb er und wurde am 10. November 1552 bestattet.

## Werke
- Von der Priester Ehestand Wittenberg 1533
- Vorschlag und Bedenken, wie die Juden zu dulden ohne Jahresangabe